# Reuben Kosgei
Reuben Seroney Kosgei (Kapsabet, 2 augustus 1979) is een Keniaanse middellange en langeafstandsatleet. Zijn grootste successen boekte hij als 3000 m steepleloper. Hij werd in deze discipline olympisch en wereldkampioen.

## Loopbaan
Kosgei startte met zijn atletiektraining in 1996, maar maakte er pas serieus werk van, nadat hij in 1998 in Annecy wereldkampioen bij de junioren was geworden op de 3000 m steeple. Zijn natuurlijke aanleg werd al vroeg mede ontwikkeld door de dagelijkse gang naar zijn school, zo'n zestal kilometers verderop, die hij steevast hardlopend aflegde. Het was de enige manier om er te komen. Was hij te traag en kwam hij te laat, dan werd hij door zijn leraar gestraft. Kosgei: "Die gaf me dan een reprimande, of stuurde me terug naar huis."
In 1999 verkeerde Reuben Kosgei in goede vorm, getuige zijn tweede plaats op de 3000 m steeple tijdens de Adriaan Paulen Memorial in Hengelo. Tijdens de Keniaanse selectiewedstrijden voor de wereldkampioenschappen in Sevilla werd hij echter door een ander op zijn achillespees getrapt. Het kostte hem vele maanden om van deze blessure te herstellen. Kosgei: "Wat ik hiervan leerde was, dat het absoluut geen zin heeft om te gaan trainen als je geblesseerd bent."
Door allereerst veel geduld te hebben en vervolgens hard te trainen, wist Kosgei zijn door de blessure opgelopen achterstand weg te werken en zijn goede vorm in 2000 tijdig te hervinden.
De naam die hij in voorgaande jaren met het behalen van zijn juniorentitels al enigszins had gemaakt, werd vervolgens voorgoed gevestigd op de Olympische Spelen van Sydney in 2000, waar hij op eenentwintigjarige leeftijd met een tijd van 8.21,43 de jongste goudenmedaillewinnaar aller tijden werd op de 3000 m steeple. Op de wereldkampioenschappen van 2001 in Edmonton werd hij opnieuw wereldkampioen, ditmaal bij de senioren. Enkele weken later doorbrak Kosgei tijdens de Memorial Van Damme in Brussel de muur van acht minuten op de 3000 m steeple door een tijd te laten noteren van 7.57,29, waarmee hij overigens tweede werd achter Brahim Boulami, die in 7.55,28 zegevierde. Hiermee behoren beiden tot het selecte gezelschap van in totaal elf atleten die in deze discipline ooit binnen de acht minuten bleven (peildatum oktober 2014).
Reuben Kosgei behoort samen met Richard Limo en Bernard Lagat tot de groep Keniaanse atleten die bekritiseerd werd wegens het overslaan van de Gemenebestspelen in 2002 in Manchester, om zo mee te kunnen doen aan de IAAF Golden League, waar een hoger prijzengeld te winnen was.
Op de Gemenebestspelen van 2006 won hij een bronzen medaille op de 3000 m steeple.

## Titels
- Olympisch kampioen 3000 m steeple - 2000
- Wereldkampioen 3000 m steeple - 2001
- Keniaans kampioen 3000 m steeple - 2000
- Wereldjuniorenkampioen 3000 m steeple - 1998
- Afrikaans juniorenkampioen 3000 m steeple - 1997

## Persoonlijke records
Outdoor
| Onderdeel      | Prestatie | Datum            | Plaats  |
| -------------- | --------- | ---------------- | ------- |
| 1500 m         | 3.37,24   | 5 augustus 2000  | Heusden |
| 3000 m steeple | 7.57,29   | 24 augustus 2001 | Brussel |

Indoor
| Onderdeel | Prestatie | Datum            | Plaats       |
| --------- | --------- | ---------------- | ------------ |
| 1500 m    | 3.38,41   | 30 januari 2000  | Dortmund     |
| 2000 m    | 5.12,91   | 28 februari 1999 | Sindelfingen |
| 3000 m    | 7.41,86   | 6 februari 2000  | Stuttgart    |

## Palmares

### 3000 m steeple
Kampioenschappen
- 1998:  WJK - 8.23,76
- 1999:  Adriaan Paulen Memorial te Hengelo - 8.12,33
- 2000:  OS - 8.21,43
- 2001:  WK - 8.15,16
- 2001:  Goodwill Games - 8.13,63
- 2001:  IAAF Grand Prix - 8.17,64
- 2006:  Gemenebestspelen - 8.19,82

Golden League-podiumplekken
- 2000:  Meeting Gaz de France – 8.03,92
- 2000:  Weltklasse Zürich – 8.11,65
- 2001:  Golden Gala – 8.09,12
- 2001:  Meeting Gaz de France – 8.08,99
- 2001:  Weltklasse Zürich – 8.03,22
- 2001:  Memorial Van Damme – 7.57,29

1920: Percy Hodge ·
1924: Ville Ritola ·
1928: Toivo Loukola ·
1932: Volmari Iso-Hollo ·
1936: Volmari Iso-Hollo ·
1948: Tore Sjöstrand ·
1952: Horace Ashenfelter ·
1956: Chris Brasher ·
1960: Zdzisław Krzyszkowiak ·
1964: Gaston Roelants ·
1968: Amos Biwott ·
1972: Kipchoge Keino ·
1976: Anders Gärderud ·
1980: Bronisław Malinowski ·
1984: Julius Korir ·
1988: Julius Kariuki ·
1992: Matthew Birir ·
1996: Joseph Keter ·
2000: Reuben Kosgei ·
2004: Ezekiel Kemboi ·
2008: Brimin Kipruto ·
2012: Ezekiel Kemboi ·
2016: Conseslus Kipruto ·
2020: Soufiane El Bakkali ·
2024: Soufiane El Bakkali
1983 Patriz Ilg ·
1987 Francesco Panetta ·
1991 Moses Kiptanui ·
1993 Moses Kiptanui ·
1995 Moses Kiptanui ·
1997 Wilson Boit Kipketer ·
1999 Christopher Koskei ·
2001 Reuben Kosgei ·
2003 Saif Saaeed Shaheen ·
2005 Saif Saaeed Shaheen ·
2007 Brimin Kipruto ·
2009 Ezekiel Kemboi ·
2011 Ezekiel Kemboi ·
2013 Ezekiel Kemboi ·
2015 Ezekiel Kemboi ·
2017 Conseslus Kipruto ·
2019 Conseslus Kipruto ·
2022 Soufiane El Bakkali ·
2023 Soufiane El Bakkali